# جوني واشنطن
جوني واشنطن (بالإنجليزية: Johnny Washington)‏ هو لاعب كرة قاعدة أمريكي، ولد في 6 مايو 1984 في كاليفورنيا في الولايات المتحدة.

## وصلات خارجية
- جوني واشنطن على موقعبيزبول رفرنس.كوم (الدوري الثانوي) (الإنجليزية)